# 光天 (前蜀)
光天（こうてん）は、五代十国時代の十国のひとつ前蜀において王建の治世で用いられた元号。918年。

## 西暦・干支との対照表
| 光天 | 元年  |
| 西暦 | 918年 |
| 干支 | 戊寅  |